# Vincent Yarbrough
Pour les articles homonymes, voir Yarbrough.
Vincent Yarbrough, né le 21 mars 1981, à Cleveland, dans l'Ohio, est un ancien joueur de basket-ball américain. Il évolue durant sa carrière au poste d'ailier. 

## Palmarès
- Champion d'Allemagne 2007
- McDonald's All-American Team 1998